# Трофоније
Трофоније (грч. Τροφώνιος) је у грчкој митологији био човек кога је прогутала Земља и он се претворио у пророчанског демона или духа.

## Етимологија
Његово име има значење „онај који унапређује продају“.

## Митологија
Био је син Ергина, краља Орхомена или Аполона и Епикасте. Када се Агамед оженио Епикастом, усвојио је Трофонија. Према неким изворима, Агамед и Трофоније су били браћа. Агамед и Трофоније, али и Керкион, Агамедов син, постали су славни архитекти Хеладе. Саградили су велики број грађевина на Пелопонезу и у средишњем делу Грчке, међу којима и Аполонов храм у Делфима, Посејдонов храм у Аркадији и Алкменину ложницу у Теби. Међутим, када су градили ризницу беотског краља Хиријеја, послужили су се лукавством; сачинили су један улаз у ту ризницу тако да су касније могли несметано да је пљачкају. Хиријеј је приметио да му мањка блага, па је наложио Дедалу да направи замку за лопове. У ту замку се уловио Агамед. Да би сакрио идентитет крадљиваца, Трофоније је исекао Агамеду главу и са њом побегао у шуму покрај Лебадеје. Земља се тада отворила и прогутала га, заједно са главом његовог очуха. Према другом предању, ризницу су градили за елидског краља Аугију. И у овој верзији су поткрадали свог послодавца и Агамед је ухваћен, а Трофоније је побегао у Лебадеју где је себи саградио подземну собу. Према сасвим другачијој причи, Аполон је обећао градитељима његовог храма награду за труд кроз седам дана. Агамед и Трофоније су се седам дана препустили уживању, а осмог су добили награду — брзу и лаку смрт. Због овога је постојало мишљење да они које богови воле умиру млади.

## Култ
У целом античком свету је било познато Трофонијево пророчиште у Лебадеји. Крај њега је протицала речица Херкина, а у близини су била два извора; Заборава (Лета) и Сећања (Мнемосина). Међутим, ово пророчиште није лако давало савете. Онај који би тражио савет овог пророчишта би најпре морао да се подвргне чишћењу и зато би боравио неколико дана у згради посвећеној доброј срећи и добром духу. Приносио би жртве Трофонију, његовој дадиљи Деметри Европи и другим божанствима. Хранио би се светим месом, добијеним управо од тих жртава, односно од овце принесене Агамедовој сени. Након свих ових припрема, искушеника би одводила два тринаестогодишња дечака на реку Херкину и тамо га купала и мазала уљем. Затим је пио воду са извора Лете, па онда и Мнемосине, што је требало да му помогне до запамти све што буде чуо и видео. Обувен у сеоску обућу и одевен у платнену тунику, носећи венац са тракама као света жртва, он би се тек тада приближио бездану (подземном светилишту хероја), који је подсећао на огроман суд за печење хлеба, дубок осам метара. Тада би искушеник сишао лествицама све до узаног отвора при дну, кроз који би гурнуо ноге, док би у рукама држао по један јечмени колачић с медом. Изненадним трзајем нешто би га повукло за зглавке, те би га нешто веома јако ударило по глави. Након тога би невидљиви говорник, наводно добри дух из Хроновог златног доба, почео да му открива тајне. Коначно, искушеник би привремено изгубио способност да опажа чулима, као и моћ разумевања и таквог би га вратили, али без медених колачића који су остали добром духу, најпре да понови шта је чуо, а потом и да се опорави. Поступак у Трофонијевом пророчишту — које је Паусанија лично обишао — према Роберту Гревсу подсећа на Енејин силазак у Тартар са имелом у руци, где се саветовао са својим оцем Анхисом и бившим Одисејевим саветником Тиресијом; што указује на повезаност ових митова. У овим митовима искушеник доживљава привидну смрт, прима тајанствена наређења и упутства од духа, а потом се поново рађа као члан новог клана или тајног друштва. Плутарх је запазио да Трофонијади, мистагози у мрачној Јами, припадају преолимпијској ери Хрона и доводи их у везу са идајским Дактилима, који су вршили мистерије на острву Самотраки.